# گروه الغریر
گروه الغریر (به عربی: مجموعة الغرير) شرکت خوشه‌ای اماراتی است، که در زمینه صنایع شیمیایی، تولید فولاد و آلومینیم، توسعه املاک و مستغلات، صنایع بسته‌بندی، ارائه خدمات مالی، بانکداری و سرمایه‌گذاری فعالیت می‌کند.
گروه الغریر در سال ۱۹۶۰ توسط سیف احمد الغریر تأسیس شد و در حال حاضر دارای عملیات در خاورمیانه، آفریقا، آسیا، استرالیا و آمریکای شمالی می‌باشد. دفتر مرکزی این شرکت در شهر دوبی، امارات متحده عربی قرار دارد.